# Haploops sibirica
Haploops sibirica är en kräftdjursart som beskrevs av Gurjanova 1929. Haploops sibirica ingår i släktet Haploops och familjen Ampeliscidae. Inga underarter finns listade i Catalogue of Life.